# Петкович, Никола (футболист, 2003)
Нико́ла Пе́ткович (серб. Никола Петковић; род. 23 февраля 2003, Зренянин, Воеводина) — сербский футболист, полузащитник клуба «Шарлотт» и сборной Сербии.

## Клубная карьера
Петкович — воспитанник клуба «Чукарички». 18 мая 2021 года в матче против «Радника» из Сурдулицы он дебютировал в сербской Суперлиге.
16 февраля 2023 года Петкович перешёл в американский клуб «Краун Легаси», резервную команду клуба MLS «Шарлотт». 1 апреля в матче против «Цинциннати 2» он дебютировал за «Краун Легаси». 30 апреля в матче против «Нью-Йорк Сити II» он забил свой первый гол за «Краун Легаси».
15 февраля 2024 года Петкович был подписан «Шарлоттом» на контракт до конца сезона 2026 с опцией продления на сезон 2027. В MLS он дебютировал 9 марта в матче против «Торонто», выйдя на замену в конце второго тайма.

## Международная карьера
В 2022 году Петкович в составе юношеской сборной Сербии принял участие в юношеском чемпионате Европы в Словакии. На турнире он сыграл в матчах против команд Израиля, Англии и Австрии.
26 января 2023 года в товарищеском матче против сборной США Петкович дебютировал за сборную Сербии.